# 한덕수 (1907년)
한덕수(韓德銖, 1907년 2월 18일~2001년 2월 21일)는 재일본조선인총련합회의 초대 중앙상임위원회 의장이다. 조선민주주의인민공화국 최고인민회의 대의원을 지냈다.
경상북도에서 태어나 1927년 성악가가 되려고 일본으로 건너갔다. 니혼 대학 중퇴후 노동운동에 참가했다. 1934년 조선인 노동자의 파업을 이끌었다가 체포됐다. 1945년 10월 15일에 결성된 재일본조선인련맹(조련)에 참가해 총무부 담당 위원에 선출됐다. 1955년 5월 25일 재일본조선인총련합회 결성후 의장단 6명에 포함됐다. 1958년 5월 제4회 전체대회에서 의장단이 해체되고 단일 의장, 부의장제가 도입되자 의장에 선출됐다. 2001년 사망할 때까지 중앙위원회 의장으로 있었다. 1967년 조선민주주의인민공화국 최고인민회의 대의원에 선출됐다. 1972년에는 노력영웅 칭호를 받았다. 1994년 김일성이 죽었을 당시 기준으로 서열 4위였다.

## 같이 보기
- 서만술
- 허종만

|  | 초대 재일본조선인총련합회 중앙상임위원회 의장 1958년 5월~2001년 2월 21일 | 후임 서만술 |

| 전임 백남운 | 제5, 6, 7대 조선민주주의인민공화국 최고인민회의 의장 1972년~1986년 | 후임 최태복 |